# ایان گور
ایان گور (انگلیسی: Ian Gore؛ زادهٔ ۱۰ ژانویهٔ ۱۹۶۸) بازیکن فوتبال اهل بریتانیا است.
از باشگاه‌هایی که در آن بازی کرده‌است می‌توان به باشگاه فوتبال دونکستر راورز، باشگاه فوتبال بورم‌وود، باشگاه فوتبال تورکی یونایتد، باشگاه فوتبال بلکپول، باشگاه فوتبال ساوتپورت، باشگاه فوتبال گینزبورو ترینیتی، و باشگاه فوتبال بیرمنگام سیتی اشاره کرد.